# Dysopsis hirsuta
Dysopsis hirsuta är en törelväxtart som först beskrevs av Johannes Müller Argoviensis, och fick sitt nu gällande namn av Carl Skottsberg. Dysopsis hirsuta ingår i släktet Dysopsis och familjen törelväxter.
Artens utbredningsområde är Juan Fernández-öarna. Inga underarter finns listade i Catalogue of Life.